# París-Niça 2020
La París-Niça 2020 fou la 78a edició de la cursa ciclista per etapes París-Niça. Es va celebrar entre el 8 i el 14 de març de 2020, amb inici a la ciutat de Plaisir i final a la ciutat de Niça sobre un recorregut de 1.102,1 quilòmetres.
El 13 de març, abans de la disputa de la 6a etapa, l'organització va anunciar que la prova finalitzaria un dia abans del previst com a conseqüència de la pandèmia de coronavirus.
La carrera va formar part de l'UCI WorldTour 2020, calendari ciclísta de màxim nivell mundial, sent la cinquena carrera d'aquest circuit i va ser guanyada per l'alemany Maximilian Schachmann del Bora-Hansgrohe. Van completar el podi, com a segon i tercer classificat respectivament, el belga Tiesj Benoot del Sunweb i el colombià Sergio Higuita del EF Pro Cycling.

## Equips participants
A causa de l'epidèmia mundial de coronavirus, on diversos corredors i col·laboradors d'equips van ser afectats pel virus en el transcurs del UAE Tour, els equips UCI WorldTeam Movistar, INEOS, Mitchelton-Scott, Jumbo-Visma, UAE Emirates, CCC i Astana van declinar participar en la carrera, per la qual cosa l'organització va decidir convidar a alguns equips a última hora i augmentar el nombre de corredors per equip de 7 a 8 ciclistes.

Com a conseqüència d'això, van prendre part en la carrera 17 equips: 12 de categoria UCI WorldTeam i 5 de categoria UCI ProTeam. Van formar així un pilot de 136 ciclistes dels quals van acabar 61. Els equips participants van ser:
| WorldTeams (12)- AG2R La Mondiale - Bahrain McLaren - Bora-Hansgrohe - Cofidis - Deceuninck-Quick Step - EF Pro Cycling - Groupama-FDJ - Israel Start-Up Nation - Lotto Soudal - NTT Pro Cycling - Team Sunweb - Trek-Segafredo ProTeams (5)- Total Direct Énergie - Arkéa-Samsic - Nippo Delko One Provence - B&B Hotels-Vital Concept p/b KTM - Circus-Wanty Gobert |
| |

## Recorregut
La París-Niça disposava de vuit etapes: tres etapes planes, dues de mitja muntanya, dues etapes de muntanya i una contrarellotge individual per a un recorregut total de 1215,6 quilòmetres.
| Etapa    | Data       | Ciutats d'etapa                             | type                      | Distància (km) | Vencedor de l'etapa   | Líder de la general   |
| -------- | ---------- | ------------------------------------------- | ------------------------- | -------------- | --------------------- | --------------------- |
| 1a etapa | 8 de març  | Plaisir – Plaisir                           | etapa accidentada         | 154            | Maximilian Schachmann | Maximilian Schachmann |
| 2a etapa | 9 de març  | Chevreuse – Châlette-sur-Loing              | etapa plana               | 166,5          | Giacomo Nizzolo       | Maximilian Schachmann |
| 3a etapa | 10 de març | Châlette-sur-Loing – La Châtre              | etapa plana               | 212,5          | Iván García Cortina   | Maximilian Schachmann |
| 4a etapa | 11 de març | Saint-Amand-Montrond – Saint-Amand-Montrond | contrarellotge individual | 15,1           | Søren Kragh Andersen  | Maximilian Schachmann |
| 5a etapa | 12 de març | Gatnat – La Côte-Saint-André                | etapa plana               | 227            | Niccolò Bonifazio     | Maximilian Schachmann |
| 6a etapa | 13 de març | Sòrgas – Ate                                | etapa de mitja muntanya   | 160,5          | Tiesj Benoot          | Maximilian Schachmann |
| 7a etapa | 14 de març | Niça – Val de Blora                         | etapa de muntanya         | 166,5          | Nairo Quintana Rojas  | Maximilian Schachmann |
| 8a etapa | 15 de març | Niça – Niça                                 | etapa de muntanya         | 113,5          | etapa cancel·lada     | etapa cancel·lada     |

## Desenvolupament de la carrera

### 1a etapa
| \| Classificació de l'etapa \| Classificació de l'etapa \| Classificació de l'etapa \| Classificació de l'etapa \| Classificació de l'etapa \| \| Corredor \| Corredor \| Equip \| Temps \| \| \| ------------------------ \| ------------------------ \| ------------------------ \| ------------------------ \| ------------------------ \| \| 1r \| Maximilian Schachmann \| Bora-Hansgrohe \| 3h 32' 19" \| \| \| 2n \| Dylan Teuns \| Bahrain McLaren \| + 0" \| \| \| 3r \| Tiesj Benoot \| Team Sunweb \| + 0" \| \| \| 4t \| Julian Alaphilippe \| Deceuninck-Quick Step \| + 3" \| \| \| 5è \| Cees Bol \| Team Sunweb \| + 15" \| \| \| 6è \| Nils Politt \| Israel Start-Up Nation \| + 15" \| \| \| 7è \| Giacomo Nizzolo \| NTT Pro Cycling \| + 15" \| \| \| 8è \| Sergio Higuita García \| EF Pro Cycling \| + 15" \| \| \| 9è \| Felix Großschartner \| Bora-Hansgrohe \| + 15" \| \| \| 10è \| Yves Lampaert \| Deceuninck-Quick Step \| + 15" \| \| |                       |                        |            |
| |                       |                        |            |
| Font: ProCyclingStats |                       |                        |            |
| Classificació de l'etapa |                       |                        |            |
| Corredor | Corredor              | Equip                  | Temps      |
| 1r | Maximilian Schachmann | Bora-Hansgrohe         | 3h 32' 19" |
| 2n | Dylan Teuns           | Bahrain McLaren        | + 0"       |
| 3r | Tiesj Benoot          | Team Sunweb            | + 0"       |
| 4t | Julian Alaphilippe    | Deceuninck-Quick Step  | + 3"       |
| 5è | Cees Bol              | Team Sunweb            | + 15"      |
| 6è | Nils Politt           | Israel Start-Up Nation | + 15"      |
| 7è | Giacomo Nizzolo       | NTT Pro Cycling        | + 15"      |
| 8è | Sergio Higuita García | EF Pro Cycling         | + 15"      |
| 9è | Felix Großschartner   | Bora-Hansgrohe         | + 15"      |
| 10è | Yves Lampaert         | Deceuninck-Quick Step  | + 15"      |

| \| Classificació general \| Classificació general \| Classificació general \| Classificació general \| Classificació general \| \| Corredor \| Corredor \| Equip \| Temps \| \| \| --------------------- \| ----------------------------- \| ---------------------- \| --------------------- \| --------------------- \| \| 1r \| Maximilian Schachmann \| Bora-Hansgrohe \| 3h 32' 09" \| \| \| 2n \| Tiesj Benoot \| Team Sunweb \| + 2" \| \| \| 3r \| Dylan Teuns \| Bahrain McLaren \| + 4" \| \| \| 4t \| Julian Alaphilippe \| Deceuninck-Quick Step \| + 7" \| \| \| 5è \| Peio Bilbao López de Armentia \| Bahrain McLaren \| + 24" \| \| \| 6è \| Rudy Molard \| Groupama-FDJ \| + 24" \| \| \| 7è \| Cees Bol \| Team Sunweb \| + 25" \| \| \| 8è \| Nils Politt \| Israel Start-Up Nation \| + 25" \| \| \| 9è \| Giacomo Nizzolo \| NTT Pro Cycling \| + 25" \| \| \| 10è \| Sergio Higuita García \| EF Pro Cycling \| + 25" \| \| |                               |                        |            |
| |                               |                        |            |
| Font: ProCyclingStats |                               |                        |            |
| Classificació general |                               |                        |            |
| Corredor | Corredor                      | Equip                  | Temps      |
| 1r | Maximilian Schachmann         | Bora-Hansgrohe         | 3h 32' 09" |
| 2n | Tiesj Benoot                  | Team Sunweb            | + 2"       |
| 3r | Dylan Teuns                   | Bahrain McLaren        | + 4"       |
| 4t | Julian Alaphilippe            | Deceuninck-Quick Step  | + 7"       |
| 5è | Peio Bilbao López de Armentia | Bahrain McLaren        | + 24"      |
| 6è | Rudy Molard                   | Groupama-FDJ           | + 24"      |
| 7è | Cees Bol                      | Team Sunweb            | + 25"      |
| 8è | Nils Politt                   | Israel Start-Up Nation | + 25"      |
| 9è | Giacomo Nizzolo               | NTT Pro Cycling        | + 25"      |
| 10è | Sergio Higuita García         | EF Pro Cycling         | + 25"      |

### 2a etapa
| \| Classificació de l'etapa \| Classificació de l'etapa \| Classificació de l'etapa \| Classificació de l'etapa \| Classificació de l'etapa \| \| Corredor \| Corredor \| Equip \| Temps \| \| \| ------------------------ \| ------------------------ \| ------------------------ \| ------------------------ \| ------------------------ \| \| 1r \| Giacomo Nizzolo \| NTT Pro Cycling \| 3h 49' 57" \| \| \| 2n \| Pascal Ackermann \| Bora-Hansgrohe \| + 0" \| \| \| 3r \| Jasper Stuyven \| Trek-Segafredo \| + 0" \| \| \| 4t \| Nils Politt \| Israel Start-Up Nation \| + 0" \| \| \| 5è \| Sergio Higuita García \| EF Pro Cycling \| + 0" \| \| \| 6è \| Mads Würtz Schmidt \| Israel Start-Up Nation \| + 0" \| \| \| 7è \| Vincenzo Nibali \| Trek-Segafredo \| + 3" \| \| \| 8è \| Maximilian Schachmann \| Bora-Hansgrohe \| + 3" \| \| \| 9è \| Felix Großschartner \| Bora-Hansgrohe \| + 3" \| \| \| 10è \| Krists Neilands \| Israel Start-Up Nation \| + 3" \| \| |                       |                        |            |
| |                       |                        |            |
| Font: ProCyclingStats |                       |                        |            |
| Classificació de l'etapa |                       |                        |            |
| Corredor | Corredor              | Equip                  | Temps      |
| 1r | Giacomo Nizzolo       | NTT Pro Cycling        | 3h 49' 57" |
| 2n | Pascal Ackermann      | Bora-Hansgrohe         | + 0"       |
| 3r | Jasper Stuyven        | Trek-Segafredo         | + 0"       |
| 4t | Nils Politt           | Israel Start-Up Nation | + 0"       |
| 5è | Sergio Higuita García | EF Pro Cycling         | + 0"       |
| 6è | Mads Würtz Schmidt    | Israel Start-Up Nation | + 0"       |
| 7è | Vincenzo Nibali       | Trek-Segafredo         | + 3"       |
| 8è | Maximilian Schachmann | Bora-Hansgrohe         | + 3"       |
| 9è | Felix Großschartner   | Bora-Hansgrohe         | + 3"       |
| 10è | Krists Neilands       | Israel Start-Up Nation | + 3"       |

| \| Classificació general \| Classificació general \| Classificació general \| Classificació general \| Classificació general \| \| Corredor \| Corredor \| Equip \| Temps \| \| \| --------------------- \| --------------------- \| ---------------------- \| --------------------- \| --------------------- \| \| 1r \| Maximilian Schachmann \| Bora-Hansgrohe \| 7h 22' 06" \| \| \| 2n \| Giacomo Nizzolo \| NTT Pro Cycling \| + 15" \| \| \| 3r \| Jasper Stuyven \| Trek-Segafredo \| + 21" \| \| \| 4t \| Sergio Higuita García \| EF Pro Cycling \| + 23" \| \| \| 5è \| Nils Politt \| Israel Start-Up Nation \| + 25" \| \| \| 6è \| Mads Würtz Schmidt \| Israel Start-Up Nation \| + 25" \| \| \| 7è \| Felix Großschartner \| Bora-Hansgrohe \| + 28" \| \| \| 8è \| Krists Neilands \| Israel Start-Up Nation \| + 28" \| \| \| 9è \| Vincenzo Nibali \| Trek-Segafredo \| + 28" \| \| \| 10è \| Tiesj Benoot \| Team Sunweb \| + 38" \| \| |                       |                        |            |
| |                       |                        |            |
| Font: ProCyclingStats |                       |                        |            |
| Classificació general |                       |                        |            |
| Corredor | Corredor              | Equip                  | Temps      |
| 1r | Maximilian Schachmann | Bora-Hansgrohe         | 7h 22' 06" |
| 2n | Giacomo Nizzolo       | NTT Pro Cycling        | + 15"      |
| 3r | Jasper Stuyven        | Trek-Segafredo         | + 21"      |
| 4t | Sergio Higuita García | EF Pro Cycling         | + 23"      |
| 5è | Nils Politt           | Israel Start-Up Nation | + 25"      |
| 6è | Mads Würtz Schmidt    | Israel Start-Up Nation | + 25"      |
| 7è | Felix Großschartner   | Bora-Hansgrohe         | + 28"      |
| 8è | Krists Neilands       | Israel Start-Up Nation | + 28"      |
| 9è | Vincenzo Nibali       | Trek-Segafredo         | + 28"      |
| 10è | Tiesj Benoot          | Team Sunweb            | + 38"      |

### 3a etapa
| \| Classificació de l'etapa \| Classificació de l'etapa \| Classificació de l'etapa \| Classificació de l'etapa \| Classificació de l'etapa \| \| Corredor \| Corredor \| Equip \| Temps \| \| \| ------------------------ \| ------------------------ \| ------------------------ \| ------------------------ \| ------------------------ \| \| 1r \| Iván García Cortina \| Bahrain McLaren \| 5h 49' 55" \| \| \| 2n \| Peter Sagan \| Bora-Hansgrohe \| + 0" \| \| \| 3r \| Andrea Pasqualon \| Circus-Wanty Gobert \| + 0" \| \| \| 4t \| Cees Bol \| Team Sunweb \| + 0" \| \| \| 5è \| Nacer Bouhanni \| Arkéa-Samsic \| + 0" \| \| \| 6è \| Rudy Barbier \| Israel Start-Up Nation \| + 0" \| \| \| 7è \| Anthony Turgis \| Total Direct Énergie \| + 0" \| \| \| 8è \| Giacomo Nizzolo \| NTT Pro Cycling \| + 0" \| \| \| 9è \| Mads Würtz Schmidt \| Israel Start-Up Nation \| + 0" \| \| \| 10è \| Oliver Naesen \| AG2R La Mondiale \| + 0" \| \| |                     |                        |            |
| |                     |                        |            |
| Font: ProCyclingStats |                     |                        |            |
| Classificació de l'etapa |                     |                        |            |
| Corredor | Corredor            | Equip                  | Temps      |
| 1r | Iván García Cortina | Bahrain McLaren        | 5h 49' 55" |
| 2n | Peter Sagan         | Bora-Hansgrohe         | + 0"       |
| 3r | Andrea Pasqualon    | Circus-Wanty Gobert    | + 0"       |
| 4t | Cees Bol            | Team Sunweb            | + 0"       |
| 5è | Nacer Bouhanni      | Arkéa-Samsic           | + 0"       |
| 6è | Rudy Barbier        | Israel Start-Up Nation | + 0"       |
| 7è | Anthony Turgis      | Total Direct Énergie   | + 0"       |
| 8è | Giacomo Nizzolo     | NTT Pro Cycling        | + 0"       |
| 9è | Mads Würtz Schmidt  | Israel Start-Up Nation | + 0"       |
| 10è | Oliver Naesen       | AG2R La Mondiale       | + 0"       |

| \| Classificació general \| Classificació general \| Classificació general \| Classificació general \| Classificació general \| \| Corredor \| Corredor \| Equip \| Temps \| \| \| --------------------- \| --------------------- \| ---------------------- \| --------------------- \| --------------------- \| \| 1r \| Maximilian Schachmann \| Bora-Hansgrohe \| 13h 12' 01" \| \| \| 2n \| Giacomo Nizzolo \| NTT Pro Cycling \| + 13" \| \| \| 3r \| Jasper Stuyven \| Trek-Segafredo \| + 24" \| \| \| 4t \| Mads Würtz Schmidt \| Israel Start-Up Nation \| + 25" \| \| \| 5è \| Sergio Higuita García \| EF Pro Cycling \| + 26" \| \| \| 6è \| Nils Politt \| Israel Start-Up Nation \| + 28" \| \| \| 7è \| Krists Neilands \| Israel Start-Up Nation \| + 28" \| \| \| 8è \| Felix Großschartner \| Bora-Hansgrohe \| + 31" \| \| \| 9è \| Vincenzo Nibali \| Trek-Segafredo \| + 31" \| \| \| 10è \| Peter Sagan \| Bora-Hansgrohe \| + 36" \| \| |                       |                        |             |
| |                       |                        |             |
| Font: ProCyclingStats |                       |                        |             |
| Classificació general |                       |                        |             |
| Corredor | Corredor              | Equip                  | Temps       |
| 1r | Maximilian Schachmann | Bora-Hansgrohe         | 13h 12' 01" |
| 2n | Giacomo Nizzolo       | NTT Pro Cycling        | + 13"       |
| 3r | Jasper Stuyven        | Trek-Segafredo         | + 24"       |
| 4t | Mads Würtz Schmidt    | Israel Start-Up Nation | + 25"       |
| 5è | Sergio Higuita García | EF Pro Cycling         | + 26"       |
| 6è | Nils Politt           | Israel Start-Up Nation | + 28"       |
| 7è | Krists Neilands       | Israel Start-Up Nation | + 28"       |
| 8è | Felix Großschartner   | Bora-Hansgrohe         | + 31"       |
| 9è | Vincenzo Nibali       | Trek-Segafredo         | + 31"       |
| 10è | Peter Sagan           | Bora-Hansgrohe         | + 36"       |

### 4a etapa
| \| Classificació de l'etapa \| Classificació de l'etapa \| Classificació de l'etapa \| Classificació de l'etapa \| Classificació de l'etapa \| \| Corredor \| Corredor \| Equip \| Temps \| \| \| ------------------------ \| ----------------------------- \| ------------------------ \| ------------------------ \| ------------------------ \| \| 1r \| Søren Kragh Andersen \| Team Sunweb \| 18' 51" \| \| \| 2n \| Maximilian Schachmann \| Bora-Hansgrohe \| + 6" \| \| \| 3r \| Kasper Asgreen \| Deceuninck-Quick Step \| + 12" \| \| \| 4t \| Thomas De Gendt \| Lotto-Soudal \| + 13" \| \| \| 5è \| Peio Bilbao López de Armentia \| Bahrain McLaren \| + 15" \| \| \| 6è \| Victor Campenaerts \| NTT Pro Cycling \| + 17" \| \| \| 7è \| Michael Matthews \| Team Sunweb \| + 18" \| \| \| 8è \| Stefan Küng \| Groupama-FDJ \| + 26" \| \| \| 9è \| Tobias Ludvigsson \| Groupama-FDJ \| + 27" \| \| \| 10è \| Lawson Craddock \| EF Pro Cycling \| + 29" \| \| |                               |                       |         |
| |                               |                       |         |
| Font: ProCyclingStats |                               |                       |         |
| Classificació de l'etapa |                               |                       |         |
| Corredor | Corredor                      | Equip                 | Temps   |
| 1r | Søren Kragh Andersen          | Team Sunweb           | 18' 51" |
| 2n | Maximilian Schachmann         | Bora-Hansgrohe        | + 6"    |
| 3r | Kasper Asgreen                | Deceuninck-Quick Step | + 12"   |
| 4t | Thomas De Gendt               | Lotto-Soudal          | + 13"   |
| 5è | Peio Bilbao López de Armentia | Bahrain McLaren       | + 15"   |
| 6è | Victor Campenaerts            | NTT Pro Cycling       | + 17"   |
| 7è | Michael Matthews              | Team Sunweb           | + 18"   |
| 8è | Stefan Küng                   | Groupama-FDJ          | + 26"   |
| 9è | Tobias Ludvigsson             | Groupama-FDJ          | + 27"   |
| 10è | Lawson Craddock               | EF Pro Cycling        | + 29"   |

| \| Classificació general \| Classificació general \| Classificació general \| Classificació general \| Classificació general \| \| Corredor \| Corredor \| Equip \| Temps \| \| \| --------------------- \| --------------------- \| ---------------------- \| --------------------- \| --------------------- \| \| 1r \| Maximilian Schachmann \| Bora-Hansgrohe \| 13h 30' 58" \| \| \| 2n \| Søren Kragh Andersen \| Team Sunweb \| + 58" \| \| \| 3r \| Felix Großschartner \| Bora-Hansgrohe \| + 1' 01" \| \| \| 4t \| Nils Politt \| Israel Start-Up Nation \| + 1' 05" \| \| \| 5è \| Sergio Higuita García \| EF Pro Cycling \| + 1' 06" \| \| \| 6è \| Dylan Teuns \| Bahrain McLaren \| + 1' 10" \| \| \| 7è \| Tiesj Benoot \| Team Sunweb \| + 1' 11" \| \| \| 8è \| Mads Würtz Schmidt \| Israel Start-Up Nation \| + 1' 11" \| \| \| 9è \| Giacomo Nizzolo \| NTT Pro Cycling \| + 1' 15" \| \| \| 10è \| Michael Matthews \| Team Sunweb \| + 1' 16" \| \| |                       |                        |             |
| |                       |                        |             |
| Font: ProCyclingStats |                       |                        |             |
| Classificació general |                       |                        |             |
| Corredor | Corredor              | Equip                  | Temps       |
| 1r | Maximilian Schachmann | Bora-Hansgrohe         | 13h 30' 58" |
| 2n | Søren Kragh Andersen  | Team Sunweb            | + 58"       |
| 3r | Felix Großschartner   | Bora-Hansgrohe         | + 1' 01"    |
| 4t | Nils Politt           | Israel Start-Up Nation | + 1' 05"    |
| 5è | Sergio Higuita García | EF Pro Cycling         | + 1' 06"    |
| 6è | Dylan Teuns           | Bahrain McLaren        | + 1' 10"    |
| 7è | Tiesj Benoot          | Team Sunweb            | + 1' 11"    |
| 8è | Mads Würtz Schmidt    | Israel Start-Up Nation | + 1' 11"    |
| 9è | Giacomo Nizzolo       | NTT Pro Cycling        | + 1' 15"    |
| 10è | Michael Matthews      | Team Sunweb            | + 1' 16"    |

### 5a etapa
| \| Classificació de l'etapa \| Classificació de l'etapa \| Classificació de l'etapa \| Classificació de l'etapa \| Classificació de l'etapa \| \| Corredor \| Corredor \| Equip \| Temps \| \| \| ------------------------ \| ------------------------ \| -------------------------------- \| ------------------------ \| ------------------------ \| \| 1r \| Niccolò Bonifazio \| Total Direct Énergie \| 5h 18' 02" \| \| \| 2n \| Iván García Cortina \| Bahrain McLaren \| + 0" \| \| \| 3r \| Peter Sagan \| Bora-Hansgrohe \| + 0" \| \| \| 4t \| Nacer Bouhanni \| Arkéa-Samsic \| + 0" \| \| \| 5è \| Hugo Hofstetter \| Israel Start-Up Nation \| + 0" \| \| \| 6è \| Andrea Pasqualon \| Circus-Wanty Gobert \| + 0" \| \| \| 7è \| John Degenkolb \| Lotto-Soudal \| + 0" \| \| \| 8è \| Elia Viviani \| Cofidis \| + 0" \| \| \| 9è \| Bryan Coquard \| B&B Hotels-Vital Concept p/b KTM \| + 0" \| \| \| 10è \| Marc Sarreau \| Groupama-FDJ \| + 0" \| \| |                     |                                  |            |
| |                     |                                  |            |
| Font: ProCyclingStats |                     |                                  |            |
| Classificació de l'etapa |                     |                                  |            |
| Corredor | Corredor            | Equip                            | Temps      |
| 1r | Niccolò Bonifazio   | Total Direct Énergie             | 5h 18' 02" |
| 2n | Iván García Cortina | Bahrain McLaren                  | + 0"       |
| 3r | Peter Sagan         | Bora-Hansgrohe                   | + 0"       |
| 4t | Nacer Bouhanni      | Arkéa-Samsic                     | + 0"       |
| 5è | Hugo Hofstetter     | Israel Start-Up Nation           | + 0"       |
| 6è | Andrea Pasqualon    | Circus-Wanty Gobert              | + 0"       |
| 7è | John Degenkolb      | Lotto-Soudal                     | + 0"       |
| 8è | Elia Viviani        | Cofidis                          | + 0"       |
| 9è | Bryan Coquard       | B&B Hotels-Vital Concept p/b KTM | + 0"       |
| 10è | Marc Sarreau        | Groupama-FDJ                     | + 0"       |

| \| Classificació general \| Classificació general \| Classificació general \| Classificació general \| Classificació general \| \| Corredor \| Corredor \| Equip \| Temps \| \| \| --------------------- \| --------------------- \| ---------------------- \| --------------------- \| --------------------- \| \| 1r \| Maximilian Schachmann \| Bora-Hansgrohe \| 18h 49' 00" \| \| \| 2n \| Søren Kragh Andersen \| Team Sunweb \| + 58" \| \| \| 3r \| Felix Großschartner \| Bora-Hansgrohe \| + 1' 01" \| \| \| 4t \| Nils Politt \| Israel Start-Up Nation \| + 1' 05" \| \| \| 5è \| Sergio Higuita García \| EF Pro Cycling \| + 1' 06" \| \| \| 6è \| Dylan Teuns \| Bahrain McLaren \| + 1' 09" \| \| \| 7è \| Tiesj Benoot \| Team Sunweb \| + 1' 11" \| \| \| 8è \| Mads Würtz Schmidt \| Israel Start-Up Nation \| + 1' 11" \| \| \| 9è \| Giacomo Nizzolo \| NTT Pro Cycling \| + 1' 15" \| \| \| 10è \| Michael Matthews \| Team Sunweb \| + 1' 16" \| \| |                       |                        |             |
| |                       |                        |             |
| Font: ProCyclingStats |                       |                        |             |
| Classificació general |                       |                        |             |
| Corredor | Corredor              | Equip                  | Temps       |
| 1r | Maximilian Schachmann | Bora-Hansgrohe         | 18h 49' 00" |
| 2n | Søren Kragh Andersen  | Team Sunweb            | + 58"       |
| 3r | Felix Großschartner   | Bora-Hansgrohe         | + 1' 01"    |
| 4t | Nils Politt           | Israel Start-Up Nation | + 1' 05"    |
| 5è | Sergio Higuita García | EF Pro Cycling         | + 1' 06"    |
| 6è | Dylan Teuns           | Bahrain McLaren        | + 1' 09"    |
| 7è | Tiesj Benoot          | Team Sunweb            | + 1' 11"    |
| 8è | Mads Würtz Schmidt    | Israel Start-Up Nation | + 1' 11"    |
| 9è | Giacomo Nizzolo       | NTT Pro Cycling        | + 1' 15"    |
| 10è | Michael Matthews      | Team Sunweb            | + 1' 16"    |

### 6a etapa
| \| Classificació de l'etapa \| Classificació de l'etapa \| Classificació de l'etapa \| Classificació de l'etapa \| Classificació de l'etapa \| \| Corredor \| Corredor \| Equip \| Temps \| \| \| ------------------------ \| ------------------------ \| ------------------------ \| ------------------------ \| ------------------------ \| \| 1r \| Tiesj Benoot \| Team Sunweb \| 3h 57' 02" \| \| \| 2n \| Michael Matthews \| Team Sunweb \| + 22" \| \| \| 3r \| Sergio Higuita García \| EF Pro Cycling \| + 22" \| \| \| 4t \| Bob Jungels \| Deceuninck-Quick Step \| + 22" \| \| \| 5è \| Julian Alaphilippe \| Deceuninck-Quick Step \| + 22" \| \| \| 6è \| Vincenzo Nibali \| Trek-Segafredo \| + 22" \| \| \| 7è \| Thibaut Pinot \| Groupama-FDJ \| + 22" \| \| \| 8è \| Guillaume Martin \| Cofidis \| + 22" \| \| \| 9è \| Rudy Molard \| Groupama-FDJ \| + 22" \| \| \| 10è \| Nairo Quintana Rojas \| Arkéa-Samsic \| + 22" \| \| |                       |                       |            |
| |                       |                       |            |
| Font: ProCyclingStats |                       |                       |            |
| Classificació de l'etapa |                       |                       |            |
| Corredor | Corredor              | Equip                 | Temps      |
| 1r | Tiesj Benoot          | Team Sunweb           | 3h 57' 02" |
| 2n | Michael Matthews      | Team Sunweb           | + 22"      |
| 3r | Sergio Higuita García | EF Pro Cycling        | + 22"      |
| 4t | Bob Jungels           | Deceuninck-Quick Step | + 22"      |
| 5è | Julian Alaphilippe    | Deceuninck-Quick Step | + 22"      |
| 6è | Vincenzo Nibali       | Trek-Segafredo        | + 22"      |
| 7è | Thibaut Pinot         | Groupama-FDJ          | + 22"      |
| 8è | Guillaume Martin      | Cofidis               | + 22"      |
| 9è | Rudy Molard           | Groupama-FDJ          | + 22"      |
| 10è | Nairo Quintana Rojas  | Arkéa-Samsic          | + 22"      |

| \| Classificació general \| Classificació general \| Classificació general \| Classificació general \| Classificació general \| \| Corredor \| Corredor \| Equip \| Temps \| \| \| --------------------- \| --------------------- \| --------------------- \| --------------------- \| --------------------- \| \| 1r \| Maximilian Schachmann \| Bora-Hansgrohe \| 22h 46' 24" \| \| \| 2n \| Tiesj Benoot \| Team Sunweb \| + 36" \| \| \| 3r \| Sergio Higuita García \| EF Pro Cycling \| + 1' 06" \| \| \| 4t \| Felix Großschartner \| Bora-Hansgrohe \| + 1' 06" \| \| \| 5è \| Michael Matthews \| Team Sunweb \| + 1' 10" \| \| \| 6è \| Vincenzo Nibali \| Trek-Segafredo \| + 1' 18" \| \| \| 7è \| Rudy Molard \| Groupama-FDJ \| + 1' 29" \| \| \| 8è \| Thibaut Pinot \| Groupama-FDJ \| + 1' 30" \| \| \| 9è \| Tanel Kangert \| EF Pro Cycling \| + 1' 52" \| \| \| 10è \| Julian Alaphilippe \| Deceuninck-Quick Step \| + 2' 04" \| \| |                       |                       |             |
| |                       |                       |             |
| Font: ProCyclingStats |                       |                       |             |
| Classificació general |                       |                       |             |
| Corredor | Corredor              | Equip                 | Temps       |
| 1r | Maximilian Schachmann | Bora-Hansgrohe        | 22h 46' 24" |
| 2n | Tiesj Benoot          | Team Sunweb           | + 36"       |
| 3r | Sergio Higuita García | EF Pro Cycling        | + 1' 06"    |
| 4t | Felix Großschartner   | Bora-Hansgrohe        | + 1' 06"    |
| 5è | Michael Matthews      | Team Sunweb           | + 1' 10"    |
| 6è | Vincenzo Nibali       | Trek-Segafredo        | + 1' 18"    |
| 7è | Rudy Molard           | Groupama-FDJ          | + 1' 29"    |
| 8è | Thibaut Pinot         | Groupama-FDJ          | + 1' 30"    |
| 9è | Tanel Kangert         | EF Pro Cycling        | + 1' 52"    |
| 10è | Julian Alaphilippe    | Deceuninck-Quick Step | + 2' 04"    |

### 7a etapa
| \| Classificació de l'etapa \| Classificació de l'etapa \| Classificació de l'etapa \| Classificació de l'etapa \| Classificació de l'etapa \| \| Corredor \| Corredor \| Equip \| Temps \| \| \| ------------------------ \| ------------------------ \| ------------------------ \| ------------------------ \| ------------------------ \| \| 1r \| Nairo Quintana Rojas \| Arkéa-Samsic \| 4h 27' 01" \| \| \| 2n \| Tiesj Benoot \| Team Sunweb \| + 46" \| \| \| 3r \| Thibaut Pinot \| Groupama-FDJ \| + 56" \| \| \| 4t \| Sergio Higuita García \| EF Pro Cycling \| + 56" \| \| \| 5è \| Vincenzo Nibali \| Trek-Segafredo \| + 56" \| \| \| 6è \| Maximilian Schachmann \| Bora-Hansgrohe \| + 58" \| \| \| 7è \| Guillaume Martin \| Cofidis \| + 1' 19" \| \| \| 8è \| Tanel Kangert \| EF Pro Cycling \| + 1' 22" \| \| \| 9è \| Romain Bardet \| AG2R La Mondiale \| + 1' 32" \| \| \| 10è \| Rudy Molard \| Groupama-FDJ \| + 1' 32" \| \| |                       |                  |            |
| |                       |                  |            |
| Font: ProCyclingStats |                       |                  |            |
| Classificació de l'etapa |                       |                  |            |
| Corredor | Corredor              | Equip            | Temps      |
| 1r | Nairo Quintana Rojas  | Arkéa-Samsic     | 4h 27' 01" |
| 2n | Tiesj Benoot          | Team Sunweb      | + 46"      |
| 3r | Thibaut Pinot         | Groupama-FDJ     | + 56"      |
| 4t | Sergio Higuita García | EF Pro Cycling   | + 56"      |
| 5è | Vincenzo Nibali       | Trek-Segafredo   | + 56"      |
| 6è | Maximilian Schachmann | Bora-Hansgrohe   | + 58"      |
| 7è | Guillaume Martin      | Cofidis          | + 1' 19"   |
| 8è | Tanel Kangert         | EF Pro Cycling   | + 1' 22"   |
| 9è | Romain Bardet         | AG2R La Mondiale | + 1' 32"   |
| 10è | Rudy Molard           | Groupama-FDJ     | + 1' 32"   |

## Classificacions finals
- Les classificacions van finalitzar de la següent manera:[6]

### Classificació general
| \| Classificació general \| Classificació general \| Classificació general \| Classificació general \| Classificació general \| \| Corredor \| Corredor \| Equip \| Temps \| \| \| --------------------- \| --------------------- \| --------------------- \| --------------------- \| --------------------- \| \| 1r \| Maximilian Schachmann \| Bora-Hansgrohe \| 27h 14' 23" \| \| \| 2n \| Tiesj Benoot \| Team Sunweb \| + 18" \| \| \| 3r \| Sergio Higuita García \| EF Pro Cycling \| + 59" \| \| \| 4t \| Vincenzo Nibali \| Trek-Segafredo \| + 1' 16" \| \| \| 5è \| Thibaut Pinot \| Groupama-FDJ \| + 1' 24" \| \| \| 6è \| Nairo Quintana Rojas \| Arkéa-Samsic \| + 1' 30" \| \| \| 7è \| Rudy Molard \| Groupama-FDJ \| + 2' 03" \| \| \| 8è \| Tanel Kangert \| EF Pro Cycling \| + 2' 16" \| \| \| 9è \| Felix Großschartner \| Bora-Hansgrohe \| + 3' 39" \| \| \| 10è \| Søren Kragh Andersen \| Team Sunweb \| + 4' 36" \| \| |                       |                |             |
| |                       |                |             |
| Font: ProCyclingStats |                       |                |             |
| Classificació general |                       |                |             |
| Corredor | Corredor              | Equip          | Temps       |
| 1r | Maximilian Schachmann | Bora-Hansgrohe | 27h 14' 23" |
| 2n | Tiesj Benoot          | Team Sunweb    | + 18"       |
| 3r | Sergio Higuita García | EF Pro Cycling | + 59"       |
| 4t | Vincenzo Nibali       | Trek-Segafredo | + 1' 16"    |
| 5è | Thibaut Pinot         | Groupama-FDJ   | + 1' 24"    |
| 6è | Nairo Quintana Rojas  | Arkéa-Samsic   | + 1' 30"    |
| 7è | Rudy Molard           | Groupama-FDJ   | + 2' 03"    |
| 8è | Tanel Kangert         | EF Pro Cycling | + 2' 16"    |
| 9è | Felix Großschartner   | Bora-Hansgrohe | + 3' 39"    |
| 10è | Søren Kragh Andersen  | Team Sunweb    | + 4' 36"    |

### Classificació de la muntanya
| Classificació de la muntanya | Classificació de la muntanya | Classificació de la muntanya | Classificació de la muntanya | Classificació de la muntanya |
| Corredor                     | Corredor                     | Equip                        | Punts                        |                              |
| ---------------------------- | ---------------------------- | ---------------------------- | ---------------------------- | ---------------------------- |
| 1r                           | Nicolas Edet                 | Cofidis                      | 53 pts                       |                              |
| 2n                           | Tiesj Benoot                 | Team Sunweb                  | 19 pts                       |                              |
| 3r                           | Thomas De Gendt              | Lotto-Soudal                 | 18 pts                       |                              |
| 4t                           | Julian Alaphilippe           | Deceuninck-Quick Step        | 16 pts                       |                              |
| 5è                           | Anthony Perez                | Cofidis                      | 15 pts                       |                              |
| 6è                           | Nairo Quintana Rojas         | Arkéa-Samsic                 | 10 pts                       |                              |
| 7è                           | Søren Kragh Andersen         | Team Sunweb                  | 8 pts                        |                              |
| 8è                           | José Manuel Díaz Gallego     | Nippo-Delko One Provence     | 7 pts                        |                              |
| 9è                           | Vincenzo Nibali              | Trek-Segafredo               | 6 pts                        |                              |
| 10è                          | Thibaut Pinot                | Groupama-FDJ                 | 6 pts                        |                              |

### Classificació per punts
| Classificació per punts | Classificació per punts | Classificació per punts | Classificació per punts | Classificació per punts |
| Corredor                | Corredor                | Equip                   | Punts                   |                         |
| ----------------------- | ----------------------- | ----------------------- | ----------------------- | ----------------------- |
| 1r                      | Tiesj Benoot            | Team Sunweb             | 43 pts                  |                         |
| 2n                      | Maximilian Schachmann   | Bora-Hansgrohe          | 38 pts                  |                         |
| 3r                      | Sergio Higuita García   | EF Pro Cycling          | 28 pts                  |                         |
| 4t                      | Julian Alaphilippe      | Deceuninck-Quick Step   | 22 pts                  |                         |
| 5è                      | Nairo Quintana Rojas    | Arkéa-Samsic            | 16 pts                  |                         |
| 6è                      | Michael Matthews        | Team Sunweb             | 16 pts                  |                         |
| 7è                      | Søren Kragh Andersen    | Team Sunweb             | 15 pts                  |                         |
| 8è                      | Vincenzo Nibali         | Trek-Segafredo          | 15 pts                  |                         |
| 9è                      | Andrea Pasqualon        | Circus-Wanty Gobert     | 14 pts                  |                         |
| 10è                     | Thibaut Pinot           | Groupama-FDJ            | 13 pts                  |                         |

### Classificació del millor jove
| Classificació del millor jove | Classificació del millor jove | Classificació del millor jove    | Classificació del millor jove | Classificació del millor jove |
| Corredor                      | Corredor                      | Equip                            | Temps                         |                               |
| ----------------------------- | ----------------------------- | -------------------------------- | ----------------------------- | ----------------------------- |
| 1r                            | Sergio Higuita García         | EF Pro Cycling                   | 27h 15' 22"                   |                               |
| 2n                            | Aurélien Paret-Peintre        | AG2R La Mondiale                 | + 15' 28"                     |                               |
| 3r                            | Kasper Asgreen                | Deceuninck-Quick Step            | + 25' 57"                     |                               |
| 4t                            | Cees Bol                      | Team Sunweb                      | + 31' 02"                     |                               |
| 5è                            | Connor Swift                  | Arkéa-Samsic                     | + 38' 48"                     |                               |
| 6è                            | José Manuel Díaz Gallego      | Nippo-Delko One Provence         | + 39' 14"                     |                               |
| 7è                            | Chris Hamilton                | Team Sunweb                      | + 43' 02"                     |                               |
| 8è                            | Piet Allegaert                | Cofidis                          | + 50' 56"                     |                               |
| 9è                            | Cyril Barthe                  | B&B Hotels-Vital Concept p/b KTM | + 54' 24"                     |                               |

### Classificació per equips
| Classificació per equips | Classificació per equips | Classificació per equips | Classificació per equips |
| Equip                    | Equip                    | Temps                    |                          |
| ------------------------ | ------------------------ | ------------------------ | ------------------------ |
| 1r                       | Team Sunweb              | 81h 52' 39"              |                          |
| 2n                       | Groupama-FDJ             | + 3' 25"                 |                          |
| 3r                       | Trek-Segafredo           | + 9' 19"                 |                          |
| 4t                       | Lotto Soudal             | + 15' 31"                |                          |
| 5è                       | EF Pro Cycling           | + 19' 17"                |                          |
| 6è                       | Deceuninck-Quick Step    | + 21' 06"                |                          |
| 7è                       | Bora-Hansgrohe           | + 24' 38"                |                          |
| 8è                       | Circus-Wanty Gobert      | + 30' 51"                |                          |
| 9è                       | AG2R La Mondiale         | + 33' 41"                |                          |
| 10è                      | Arkéa-Samsic             | + 43' 03"                |                          |

## Evolució de les classificacions
| Etapa                  | Vencedor               | Classificació general 25x25px | Classificació de la muntanya 25x25px | Classificació per punts 25x25px | Classificació del millor jove 25x25px | Classificació per equips 25x25px |
| ---------------------- | ---------------------- | ----------------------------- | ------------------------------------ | ------------------------------- | ------------------------------------- | -------------------------------- |
| 1a                     | Maximilian Schachmann  | Maximilian Schachmann         | Jonathan Hivert                      | Maximilian Schachmann           | Cees Bol                              | Sunweb                           |
| 2a                     | Giacomo Nizzolo        | Maximilian Schachmann         | Jonathan Hivert                      | Maximilian Schachmann           | Sergio Higuita                        | Israel Start-Up Nation           |
| 3a                     | Iván García Cortina    | Maximilian Schachmann         | Jonathan Hivert                      | Giacomo Nizzolo                 | Sergio Higuita                        | Israel Start-Up Nation           |
| 4a                     | Søren Kragh Andersen   | Maximilian Schachmann         | Jonathan Hivert                      | Maximilian Schachmann           | Sergio Higuita                        | Bora-Hansgrohe                   |
| 5a                     | Niccolò Bonifazio      | Maximilian Schachmann         | Jonathan Hivert                      | Maximilian Schachmann           | Sergio Higuita                        | Bora-Hansgrohe                   |
| 6a                     | Tiesj Benoot           | Maximilian Schachmann         | Nicolas Edet                         | Maximilian Schachmann           | Sergio Higuita                        | Sunweb                           |
| 7a                     | Nairo Quintana         | Maximilian Schachmann         | Nicolas Edet                         | Tiesj Benoot                    | Sergio Higuita                        | Sunweb                           |
| 8a                     | Etapa cancel·lada      | Etapa cancel·lada             | Etapa cancel·lada                    | Etapa cancel·lada               | Etapa cancel·lada                     | Etapa cancel·lada                |
| Classificacions finals | Classificacions finals | Maximilian Schachmann         | Nicolas Edet                         | Tiesj Benoot                    | Sergio Higuita                        | Sunweb                           |

## Ciclistes participants i posicions finals
| Trek-Segafredo TFS | Trek-Segafredo TFS         | Trek-Segafredo TFS |
| ------------------ | -------------------------- | ------------------ |
| Núm                | Ciclista                   | Pos                |
| 1                  | Richie Porte (AUS)         | 41è                |
| 2                  | Mads Pedersen (DEN) (ruta) | NP-7               |
| 3                  | Kenny Elissonde (FRA)      | 35è                |
| 4                  | Alex Kirsch (LUX)          | NP-7               |
| 5                  | Ryan Mullen (IRL)          | DNF-6              |
| 6                  | Vincenzo Nibali (ITA)      | 4t                 |
| 7                  | Jasper Stuyven (BEL)       | 13è                |
| 8                  | Edward Theuns (BEL)        | 53è                |

| Arkéa-Samsic ARK | Arkéa-Samsic ARK            | Arkéa-Samsic ARK |
| ---------------- | --------------------------- | ---------------- |
| Núm              | Ciclista                    | Pos              |
| 11               | Nairo Quintana Rojas (COL)  | 6è               |
| 12               | Winner Anacona Gómez (COL)  | 32è              |
| 13               | Warren Barguil (FRA) (ruta) | DQ-1             |
| 14               | Nacer Bouhanni (FRA)        | NP-7             |
| 15               | Daniel McLay (GBR)          | NP-7             |
| 16               | Dayer Quintana Rojas (COL)  | 51è              |
| 17               | Diego Rosa (ITA)            | DNF-5            |
| 18               | Connor Swift (GBR)          | 43è              |

| Groupama-FDJ GFC | Groupama-FDJ GFC        | Groupama-FDJ GFC |
| ---------------- | ----------------------- | ---------------- |
| Núm              | Ciclista                | Pos              |
| 21               | Thibaut Pinot (FRA)     | 5è               |
| 22               | Antoine Duchesne (CAN)  | 46è              |
| 23               | Stefan Küng (SUI)       | 29è              |
| 24               | Mathieu Ladagnous (FRA) | 39è              |
| 25               | Olivier Le Gac (FRA)    | 18è              |
| 26               | Tobias Ludvigsson (SWE) | NP-7             |
| 27               | Rudy Molard (FRA)       | 7è               |
| 28               | Marc Sarreau (FRA)      | NP-7             |

| Bora-Hansgrohe BOH | Bora-Hansgrohe BOH                 | Bora-Hansgrohe BOH |
| ------------------ | ---------------------------------- | ------------------ |
| Núm                | Ciclista                           | Pos                |
| 31                 | Peter Sagan (SVK)                  | NP-7               |
| 32                 | Pascal Ackermann (GER)             | DNF-5              |
| 33                 | Jean-Pierre Drucker (LUX)          | DNF-6              |
| 34                 | Felix Großschartner (AUT)          | 9è                 |
| 35                 | Patrick Konrad (AUT)               | 34è                |
| 36                 | Juraj Sagan (SVK) (ruta)           | NP-7               |
| 37                 | Maximilian Schachmann (GER) (ruta) | 1r                 |
| 38                 | Michael Schwarzmann (GER)          | NP-7               |

| Deceuninck-Quick Step DQT | Deceuninck-Quick Step DQT        | Deceuninck-Quick Step DQT |
| ------------------------- | -------------------------------- | ------------------------- |
| Núm                       | Ciclista                         | Pos                       |
| 41                        | Julian Alaphilippe (FRA)         | 16è                       |
| 42                        | Kasper Asgreen (DEN)             | 30è                       |
| 43                        | Sam Bennett (IRL) (ruta)         | NP-4                      |
| 44                        | Tim Declercq (BEL)               | 31è                       |
| 45                        | Bob Jungels (LUX) (ruta i crono) | 15è                       |
| 46                        | Yves Lampaert (BEL)              | NP-7                      |
| 47                        | Michael Mørkøv (DEN) (ruta)      | 52è                       |
| 48                        | Zdeněk Štybar (CZE)              | 20è                       |

| AG2R La Mondiale ALM | AG2R La Mondiale ALM         | AG2R La Mondiale ALM |
| -------------------- | ---------------------------- | -------------------- |
| Núm                  | Ciclista                     | Pos                  |
| 51                   | Romain Bardet (FRA)          | 19è                  |
| 52                   | Mikaël Cherel (FRA)          | 28è                  |
| 53                   | Benoît Cosnefroy (FRA)       | NP-7                 |
| 54                   | Alexis Gougeard (FRA)        | NP-7                 |
| 55                   | Pierre Latour (FRA)          | NP-7                 |
| 56                   | Oliver Naesen (BEL)          | DNF-5                |
| 57                   | Aurélien Paret-Peintre (FRA) | 21è                  |
| 58                   | Nans Peters (FRA)            | NP-7                 |

| Lotto-Soudal LTS | Lotto-Soudal LTS       | Lotto-Soudal LTS |
| ---------------- | ---------------------- | ---------------- |
| Núm              | Ciclista               | Pos              |
| 61               | Philippe Gilbert (BEL) | 14è              |
| 62               | Sander Armée (BEL)     | 60è              |
| 63               | Jasper De Buyst (BEL)  | NP-6             |
| 64               | Thomas De Gendt (BEL)  | 25è              |
| 65               | John Degenkolb (GER)   | 17è              |
| 66               | Caleb Ewan (AUS)       | NP-6             |
| 67               | Frederik Frison (BEL)  | NP-7             |
| 68               | Roger Kluge (GER)      | NP-7             |

| Cofidis COF | Cofidis COF               | Cofidis COF |
| ----------- | ------------------------- | ----------- |
| Núm         | Ciclista                  | Pos         |
| 71          | Elia Viviani (ITA) (ruta) | NP-6        |
| 72          | Piet Allegaert (BEL)      | 54è         |
| 73          | Nicolas Edet (FRA)        | 48è         |
| 74          | Cyril Lemoine (FRA)       | NP-7        |
| 75          | Guillaume Martin (FRA)    | 12è         |
| 76          | Anthony Perez (FRA)       | 56è         |
| 77          | Damien Touzé (FRA)        | NP-7        |
| 78          | Julien Vermote (BEL)      | 42è         |

| Bahrain McLaren TBM | Bahrain McLaren TBM                 | Bahrain McLaren TBM |
| ------------------- | ----------------------------------- | ------------------- |
| Núm                 | Ciclista                            | Pos                 |
| 81                  | Dylan Teuns (BEL)                   | NP-6                |
| 82                  | Peio Bilbao López de Armentia (ESP) | NP-6                |
| 83                  | Damiano Caruso (ITA)                | NP-6                |
| 84                  | Iván García Cortina (ESP)           | NP-6                |
| 85                  | Heinrich Haussler (AUS)             | NP-6                |
| 86                  | Domen Novak (SLO) (ruta)            | NP-6                |
| 87                  | Hermann Pernsteiner (AUT)           | NP-6                |
| 88                  | Jan Tratnik (SLO)                   | NP-6                |

| Team Sunweb SUN | Team Sunweb SUN            | Team Sunweb SUN |
| --------------- | -------------------------- | --------------- |
| Núm             | Ciclista                   | Pos             |
| 91              | Michael Matthews (AUS)     | 26è             |
| 92              | Nikias Arndt (GER)         | 23è             |
| 93              | Tiesj Benoot (BEL)         | 2n              |
| 94              | Cees Bol (NED)             | 38è             |
| 95              | Nico Denz (GER)            | 61è             |
| 96              | Nils Eekhoff (NED)         | DNF-6           |
| 97              | Chris Hamilton (AUS)       | 50è             |
| 98              | Søren Kragh Andersen (DEN) | 10è             |

| EF Pro Cycling EF1 | EF Pro Cycling EF1                 | EF Pro Cycling EF1 |
| ------------------ | ---------------------------------- | ------------------ |
| Núm                | Ciclista                           | Pos                |
| 101                | Sergio Higuita García (COL) (ruta) | 3r                 |
| 102                | Alberto Bettiol (ITA)              | 44è                |
| 103                | Lawson Craddock (USA)              | DNF-5              |
| 104                | Tanel Kangert (EST)                | 8è                 |
| 105                | Thomas Scully (NZL)                | NP-7               |
| 106                | Tejay van Garderen (USA)           | DNF-5              |
| 107                | Sep Vanmarcke (BEL)                | NP-7               |
| 108                | Michael Woods (CAN)                | DNF-5              |

| Total Direct Énergie TDE | Total Direct Énergie TDE | Total Direct Énergie TDE |
| ------------------------ | ------------------------ | ------------------------ |
| Núm                      | Ciclista                 | Pos                      |
| 111                      | Lilian Calmejane (FRA)   | NP-7                     |
| 112                      | Niccolò Bonifazio (ITA)  | DNF-6                    |
| 113                      | Jonathan Hivert (FRA)    | NP-7                     |
| 114                      | Adrien Petit (FRA)       | NP-7                     |
| 115                      | Julien Simon (FRA)       | DNF-6                    |
| 116                      | Niki Terpstra (NED)      | 58è                      |
| 117                      | Anthony Turgis (FRA)     | NP-7                     |
| 118                      | Dries Van Gestel (BEL)   | 59è                      |

| NTT Pro Cycling NTT | NTT Pro Cycling NTT            | NTT Pro Cycling NTT |
| ------------------- | ------------------------------ | ------------------- |
| Núm                 | Ciclista                       | Pos                 |
| 121                 | Giacomo Nizzolo (ITA)          | DNF-6               |
| 122                 | Victor Campenaerts (BEL)       | NP-7                |
| 123                 | Ryan Gibbons (RSA)             | 47è                 |
| 124                 | Michael Gogl (AUT)             | NP-7                |
| 125                 | Michael Valgren Andersen (DEN) | 27è                 |
| 126                 | Roman Kreuziger (CZE)          | 24è                 |
| 127                 | Ben O'Connor (AUS)             | NP-7                |
| 128                 | Max Walscheid (GER)            | NP-4                |

| Israel Start-Up Nation ISN | Israel Start-Up Nation ISN | Israel Start-Up Nation ISN |
| -------------------------- | -------------------------- | -------------------------- |
| Núm                        | Ciclista                   | Pos                        |
| 131                        | Nils Politt (GER)          | NP-7                       |
| 132                        | Rudy Barbier (FRA)         | NP-6                       |
| 133                        | Jenthe Biermans (BEL)      | NP-7                       |
| 134                        | Guillaume Boivin (CAN)     | NP-4                       |
| 135                        | Hugo Hofstetter (FRA)      | DNF-6                      |
| 136                        | Krists Neilands (LAT)      | NP-6                       |
| 137                        | Mads Würtz Schmidt (DEN)   | DNF-6                      |
| 138                        | Tom Van Asbroeck (BEL)     | NP-7                       |

| Nippo-Delko One Provence NDP | Nippo-Delko One Provence NDP   | Nippo-Delko One Provence NDP |
| ---------------------------- | ------------------------------ | ---------------------------- |
| Núm                          | Ciclista                       | Pos                          |
| 141                          | Julien El Fares (FRA)          | DNF-5                        |
| 142                          | Pierre Barbier (FRA)           | FC-1                         |
| 143                          | Romain Combaud (FRA)           | 37è                          |
| 144                          | José Manuel Díaz Gallego (ESP) | 45è                          |
| 145                          | Ramūnas Navardauskas (LTU)     | NP-7                         |
| 146                          | Dušan Rajović (SRB)            | NP-7                         |
| 147                          | Evaldas Šiškevičius (LTU)      | 49è                          |
| 148                          | Julien Trarieux (FRA)          | 55è                          |

| Circus-Wanty Gobert CWG | Circus-Wanty Gobert CWG    | Circus-Wanty Gobert CWG |
| ----------------------- | -------------------------- | ----------------------- |
| Núm                     | Ciclista                   | Pos                     |
| 151                     | Xandro Meurisse (BEL)      | 22è                     |
| 152                     | Aimé De Gendt (BEL)        | NP-7                    |
| 153                     | Tom Devriendt (BEL)        | DNF-6                   |
| 154                     | Fabien Doubey (FRA)        | 11è                     |
| 155                     | Andrea Pasqualon (ITA)     | 36è                     |
| 156                     | Boy van Poppel (NED)       | NP-7                    |
| 157                     | Danny van Poppel (NED)     | DNF-1                   |
| 158                     | Pieter Vanspeybrouck (BEL) | NP-7                    |

| B&B Hotels-Vital Concept p/b KTM BVC | B&B Hotels-Vital Concept p/b KTM BVC | B&B Hotels-Vital Concept p/b KTM BVC |
| ------------------------------------ | ------------------------------------ | ------------------------------------ |
| Núm                                  | Ciclista                             | Pos                                  |
| 161                                  | Bryan Coquard (FRA)                  | NP-7                                 |
| 162                                  | Frederik Backaert (BEL)              | DNF-5                                |
| 163                                  | Cyril Barthe (FRA)                   | 57è                                  |
| 164                                  | Jens Debusschere (BEL)               | NP-7                                 |
| 165                                  | Cyril Gautier (FRA)                  | DNF-6                                |
| 166                                  | Quentin Pacher (FRA)                 | 40è                                  |
| 167                                  | Kévin Réza (FRA)                     | DNF-6                                |
| 168                                  | Sebastian Schönberger (AUT)          | 33è                                  |

| Trek-Segafredo TFS | Trek-Segafredo TFS         | Trek-Segafredo TFS |
| ------------------ | -------------------------- | ------------------ |
| Núm                | Ciclista                   | Pos                |
| 1                  | Richie Porte (AUS)         | 41è                |
| 2                  | Mads Pedersen (DEN) (ruta) | NP-7               |
| 3                  | Kenny Elissonde (FRA)      | 35è                |
| 4                  | Alex Kirsch (LUX)          | NP-7               |
| 5                  | Ryan Mullen (IRL)          | DNF-6              |
| 6                  | Vincenzo Nibali (ITA)      | 4t                 |
| 7                  | Jasper Stuyven (BEL)       | 13è                |
| 8                  | Edward Theuns (BEL)        | 53è                |

| Arkéa-Samsic ARK | Arkéa-Samsic ARK            | Arkéa-Samsic ARK |
| ---------------- | --------------------------- | ---------------- |
| Núm              | Ciclista                    | Pos              |
| 11               | Nairo Quintana Rojas (COL)  | 6è               |
| 12               | Winner Anacona Gómez (COL)  | 32è              |
| 13               | Warren Barguil (FRA) (ruta) | DQ-1             |
| 14               | Nacer Bouhanni (FRA)        | NP-7             |
| 15               | Daniel McLay (GBR)          | NP-7             |
| 16               | Dayer Quintana Rojas (COL)  | 51è              |
| 17               | Diego Rosa (ITA)            | DNF-5            |
| 18               | Connor Swift (GBR)          | 43è              |

| Groupama-FDJ GFC | Groupama-FDJ GFC        | Groupama-FDJ GFC |
| ---------------- | ----------------------- | ---------------- |
| Núm              | Ciclista                | Pos              |
| 21               | Thibaut Pinot (FRA)     | 5è               |
| 22               | Antoine Duchesne (CAN)  | 46è              |
| 23               | Stefan Küng (SUI)       | 29è              |
| 24               | Mathieu Ladagnous (FRA) | 39è              |
| 25               | Olivier Le Gac (FRA)    | 18è              |
| 26               | Tobias Ludvigsson (SWE) | NP-7             |
| 27               | Rudy Molard (FRA)       | 7è               |
| 28               | Marc Sarreau (FRA)      | NP-7             |

| Bora-Hansgrohe BOH | Bora-Hansgrohe BOH                 | Bora-Hansgrohe BOH |
| ------------------ | ---------------------------------- | ------------------ |
| Núm                | Ciclista                           | Pos                |
| 31                 | Peter Sagan (SVK)                  | NP-7               |
| 32                 | Pascal Ackermann (GER)             | DNF-5              |
| 33                 | Jean-Pierre Drucker (LUX)          | DNF-6              |
| 34                 | Felix Großschartner (AUT)          | 9è                 |
| 35                 | Patrick Konrad (AUT)               | 34è                |
| 36                 | Juraj Sagan (SVK) (ruta)           | NP-7               |
| 37                 | Maximilian Schachmann (GER) (ruta) | 1r                 |
| 38                 | Michael Schwarzmann (GER)          | NP-7               |

| Deceuninck-Quick Step DQT | Deceuninck-Quick Step DQT        | Deceuninck-Quick Step DQT |
| ------------------------- | -------------------------------- | ------------------------- |
| Núm                       | Ciclista                         | Pos                       |
| 41                        | Julian Alaphilippe (FRA)         | 16è                       |
| 42                        | Kasper Asgreen (DEN)             | 30è                       |
| 43                        | Sam Bennett (IRL) (ruta)         | NP-4                      |
| 44                        | Tim Declercq (BEL)               | 31è                       |
| 45                        | Bob Jungels (LUX) (ruta i crono) | 15è                       |
| 46                        | Yves Lampaert (BEL)              | NP-7                      |
| 47                        | Michael Mørkøv (DEN) (ruta)      | 52è                       |
| 48                        | Zdeněk Štybar (CZE)              | 20è                       |

| AG2R La Mondiale ALM | AG2R La Mondiale ALM         | AG2R La Mondiale ALM |
| -------------------- | ---------------------------- | -------------------- |
| Núm                  | Ciclista                     | Pos                  |
| 51                   | Romain Bardet (FRA)          | 19è                  |
| 52                   | Mikaël Cherel (FRA)          | 28è                  |
| 53                   | Benoît Cosnefroy (FRA)       | NP-7                 |
| 54                   | Alexis Gougeard (FRA)        | NP-7                 |
| 55                   | Pierre Latour (FRA)          | NP-7                 |
| 56                   | Oliver Naesen (BEL)          | DNF-5                |
| 57                   | Aurélien Paret-Peintre (FRA) | 21è                  |
| 58                   | Nans Peters (FRA)            | NP-7                 |

| Lotto-Soudal LTS | Lotto-Soudal LTS       | Lotto-Soudal LTS |
| ---------------- | ---------------------- | ---------------- |
| Núm              | Ciclista               | Pos              |
| 61               | Philippe Gilbert (BEL) | 14è              |
| 62               | Sander Armée (BEL)     | 60è              |
| 63               | Jasper De Buyst (BEL)  | NP-6             |
| 64               | Thomas De Gendt (BEL)  | 25è              |
| 65               | John Degenkolb (GER)   | 17è              |
| 66               | Caleb Ewan (AUS)       | NP-6             |
| 67               | Frederik Frison (BEL)  | NP-7             |
| 68               | Roger Kluge (GER)      | NP-7             |

| Cofidis COF | Cofidis COF               | Cofidis COF |
| ----------- | ------------------------- | ----------- |
| Núm         | Ciclista                  | Pos         |
| 71          | Elia Viviani (ITA) (ruta) | NP-6        |
| 72          | Piet Allegaert (BEL)      | 54è         |
| 73          | Nicolas Edet (FRA)        | 48è         |
| 74          | Cyril Lemoine (FRA)       | NP-7        |
| 75          | Guillaume Martin (FRA)    | 12è         |
| 76          | Anthony Perez (FRA)       | 56è         |
| 77          | Damien Touzé (FRA)        | NP-7        |
| 78          | Julien Vermote (BEL)      | 42è         |

| Bahrain McLaren TBM | Bahrain McLaren TBM                 | Bahrain McLaren TBM |
| ------------------- | ----------------------------------- | ------------------- |
| Núm                 | Ciclista                            | Pos                 |
| 81                  | Dylan Teuns (BEL)                   | NP-6                |
| 82                  | Peio Bilbao López de Armentia (ESP) | NP-6                |
| 83                  | Damiano Caruso (ITA)                | NP-6                |
| 84                  | Iván García Cortina (ESP)           | NP-6                |
| 85                  | Heinrich Haussler (AUS)             | NP-6                |
| 86                  | Domen Novak (SLO) (ruta)            | NP-6                |
| 87                  | Hermann Pernsteiner (AUT)           | NP-6                |
| 88                  | Jan Tratnik (SLO)                   | NP-6                |

| Team Sunweb SUN | Team Sunweb SUN            | Team Sunweb SUN |
| --------------- | -------------------------- | --------------- |
| Núm             | Ciclista                   | Pos             |
| 91              | Michael Matthews (AUS)     | 26è             |
| 92              | Nikias Arndt (GER)         | 23è             |
| 93              | Tiesj Benoot (BEL)         | 2n              |
| 94              | Cees Bol (NED)             | 38è             |
| 95              | Nico Denz (GER)            | 61è             |
| 96              | Nils Eekhoff (NED)         | DNF-6           |
| 97              | Chris Hamilton (AUS)       | 50è             |
| 98              | Søren Kragh Andersen (DEN) | 10è             |

| EF Pro Cycling EF1 | EF Pro Cycling EF1                 | EF Pro Cycling EF1 |
| ------------------ | ---------------------------------- | ------------------ |
| Núm                | Ciclista                           | Pos                |
| 101                | Sergio Higuita García (COL) (ruta) | 3r                 |
| 102                | Alberto Bettiol (ITA)              | 44è                |
| 103                | Lawson Craddock (USA)              | DNF-5              |
| 104                | Tanel Kangert (EST)                | 8è                 |
| 105                | Thomas Scully (NZL)                | NP-7               |
| 106                | Tejay van Garderen (USA)           | DNF-5              |
| 107                | Sep Vanmarcke (BEL)                | NP-7               |
| 108                | Michael Woods (CAN)                | DNF-5              |

| Total Direct Énergie TDE | Total Direct Énergie TDE | Total Direct Énergie TDE |
| ------------------------ | ------------------------ | ------------------------ |
| Núm                      | Ciclista                 | Pos                      |
| 111                      | Lilian Calmejane (FRA)   | NP-7                     |
| 112                      | Niccolò Bonifazio (ITA)  | DNF-6                    |
| 113                      | Jonathan Hivert (FRA)    | NP-7                     |
| 114                      | Adrien Petit (FRA)       | NP-7                     |
| 115                      | Julien Simon (FRA)       | DNF-6                    |
| 116                      | Niki Terpstra (NED)      | 58è                      |
| 117                      | Anthony Turgis (FRA)     | NP-7                     |
| 118                      | Dries Van Gestel (BEL)   | 59è                      |

| NTT Pro Cycling NTT | NTT Pro Cycling NTT            | NTT Pro Cycling NTT |
| ------------------- | ------------------------------ | ------------------- |
| Núm                 | Ciclista                       | Pos                 |
| 121                 | Giacomo Nizzolo (ITA)          | DNF-6               |
| 122                 | Victor Campenaerts (BEL)       | NP-7                |
| 123                 | Ryan Gibbons (RSA)             | 47è                 |
| 124                 | Michael Gogl (AUT)             | NP-7                |
| 125                 | Michael Valgren Andersen (DEN) | 27è                 |
| 126                 | Roman Kreuziger (CZE)          | 24è                 |
| 127                 | Ben O'Connor (AUS)             | NP-7                |
| 128                 | Max Walscheid (GER)            | NP-4                |

| Israel Start-Up Nation ISN | Israel Start-Up Nation ISN | Israel Start-Up Nation ISN |
| -------------------------- | -------------------------- | -------------------------- |
| Núm                        | Ciclista                   | Pos                        |
| 131                        | Nils Politt (GER)          | NP-7                       |
| 132                        | Rudy Barbier (FRA)         | NP-6                       |
| 133                        | Jenthe Biermans (BEL)      | NP-7                       |
| 134                        | Guillaume Boivin (CAN)     | NP-4                       |
| 135                        | Hugo Hofstetter (FRA)      | DNF-6                      |
| 136                        | Krists Neilands (LAT)      | NP-6                       |
| 137                        | Mads Würtz Schmidt (DEN)   | DNF-6                      |
| 138                        | Tom Van Asbroeck (BEL)     | NP-7                       |

| Nippo-Delko One Provence NDP | Nippo-Delko One Provence NDP   | Nippo-Delko One Provence NDP |
| ---------------------------- | ------------------------------ | ---------------------------- |
| Núm                          | Ciclista                       | Pos                          |
| 141                          | Julien El Fares (FRA)          | DNF-5                        |
| 142                          | Pierre Barbier (FRA)           | FC-1                         |
| 143                          | Romain Combaud (FRA)           | 37è                          |
| 144                          | José Manuel Díaz Gallego (ESP) | 45è                          |
| 145                          | Ramūnas Navardauskas (LTU)     | NP-7                         |
| 146                          | Dušan Rajović (SRB)            | NP-7                         |
| 147                          | Evaldas Šiškevičius (LTU)      | 49è                          |
| 148                          | Julien Trarieux (FRA)          | 55è                          |

| Circus-Wanty Gobert CWG | Circus-Wanty Gobert CWG    | Circus-Wanty Gobert CWG |
| ----------------------- | -------------------------- | ----------------------- |
| Núm                     | Ciclista                   | Pos                     |
| 151                     | Xandro Meurisse (BEL)      | 22è                     |
| 152                     | Aimé De Gendt (BEL)        | NP-7                    |
| 153                     | Tom Devriendt (BEL)        | DNF-6                   |
| 154                     | Fabien Doubey (FRA)        | 11è                     |
| 155                     | Andrea Pasqualon (ITA)     | 36è                     |
| 156                     | Boy van Poppel (NED)       | NP-7                    |
| 157                     | Danny van Poppel (NED)     | DNF-1                   |
| 158                     | Pieter Vanspeybrouck (BEL) | NP-7                    |

| B&B Hotels-Vital Concept p/b KTM BVC | B&B Hotels-Vital Concept p/b KTM BVC | B&B Hotels-Vital Concept p/b KTM BVC |
| ------------------------------------ | ------------------------------------ | ------------------------------------ |
| Núm                                  | Ciclista                             | Pos                                  |
| 161                                  | Bryan Coquard (FRA)                  | NP-7                                 |
| 162                                  | Frederik Backaert (BEL)              | DNF-5                                |
| 163                                  | Cyril Barthe (FRA)                   | 57è                                  |
| 164                                  | Jens Debusschere (BEL)               | NP-7                                 |
| 165                                  | Cyril Gautier (FRA)                  | DNF-6                                |
| 166                                  | Quentin Pacher (FRA)                 | 40è                                  |
| 167                                  | Kévin Réza (FRA)                     | DNF-6                                |
| 168                                  | Sebastian Schönberger (AUT)          | 33è                                  |

Convencions:
- DNF-N: Indica un ciclista que no ha finalitzat una etapa, seguit del número d'etapa en què s'ha retirat
- HD-N: Indica un ciclista que ha finalitzat una etapa fora de control, seguit del número d'etapa
- NP-N: Indica un ciclista que no ha pres la sortida en una etapa, seguit del número de l'etapa en què s'ha retirat
- DQ-N: Corredor exclòs per no respectar el reglament, seguit del número d'etapa